# C19H20N2O
化学式C19H20N2O（摩尔质量：292.382 g/mol）可能指：
- 2-苯基-N-乙酰色胺（英语：Luzindole），CAS号：117946-91-5
- 去甲氟箭毒素（Norfluorocurarine），CAS号：6880-54-2

|  | 这个同类索引页列出了具有相同分子式的化学物（即同分異構體）条目。 除非您是有意链接至本页，否则应将相应条目的内部链接指向正确的条目。 |